# Chaparral Cars

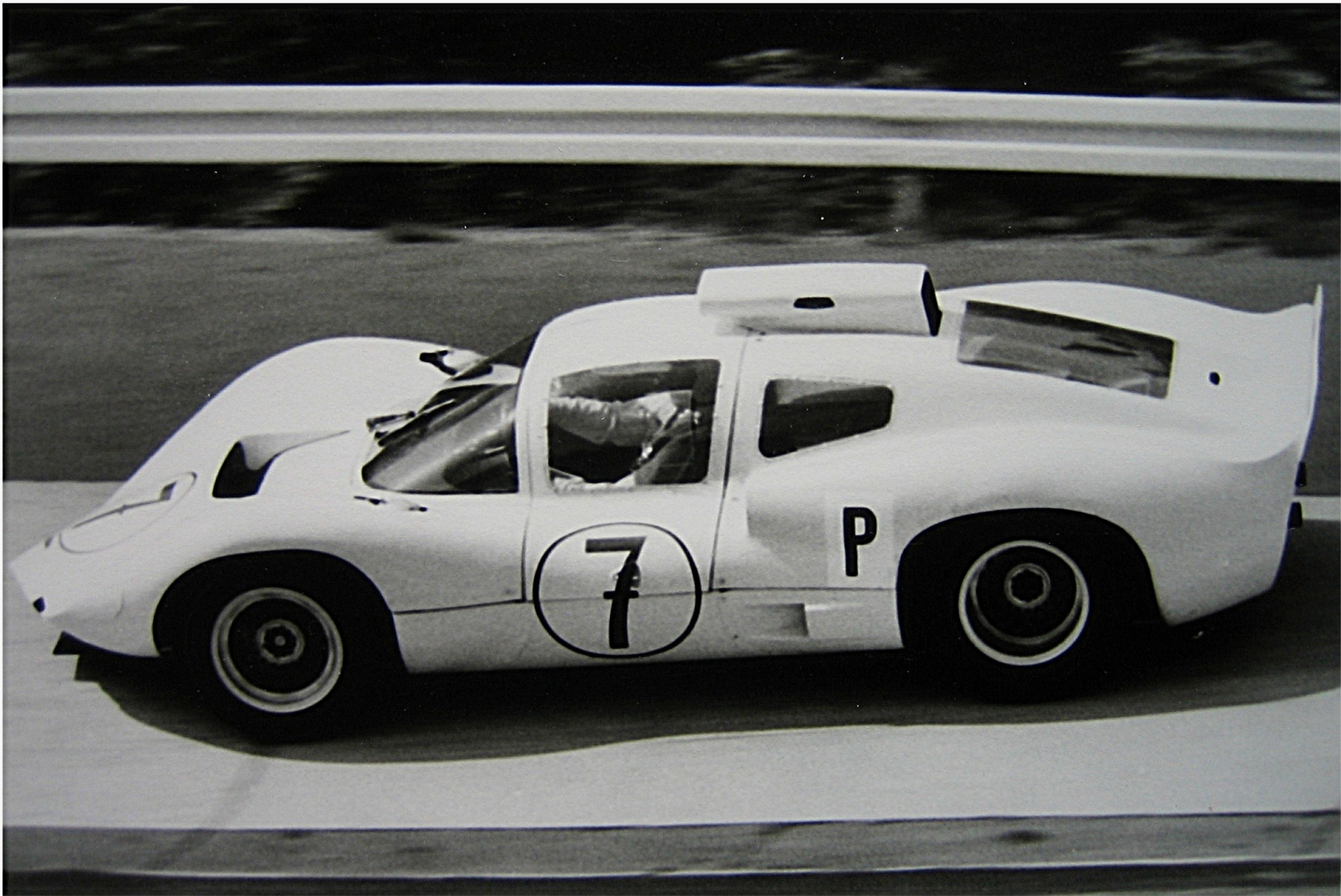
En Chaparral med Joakim Bonnier bakom ratten 1966.

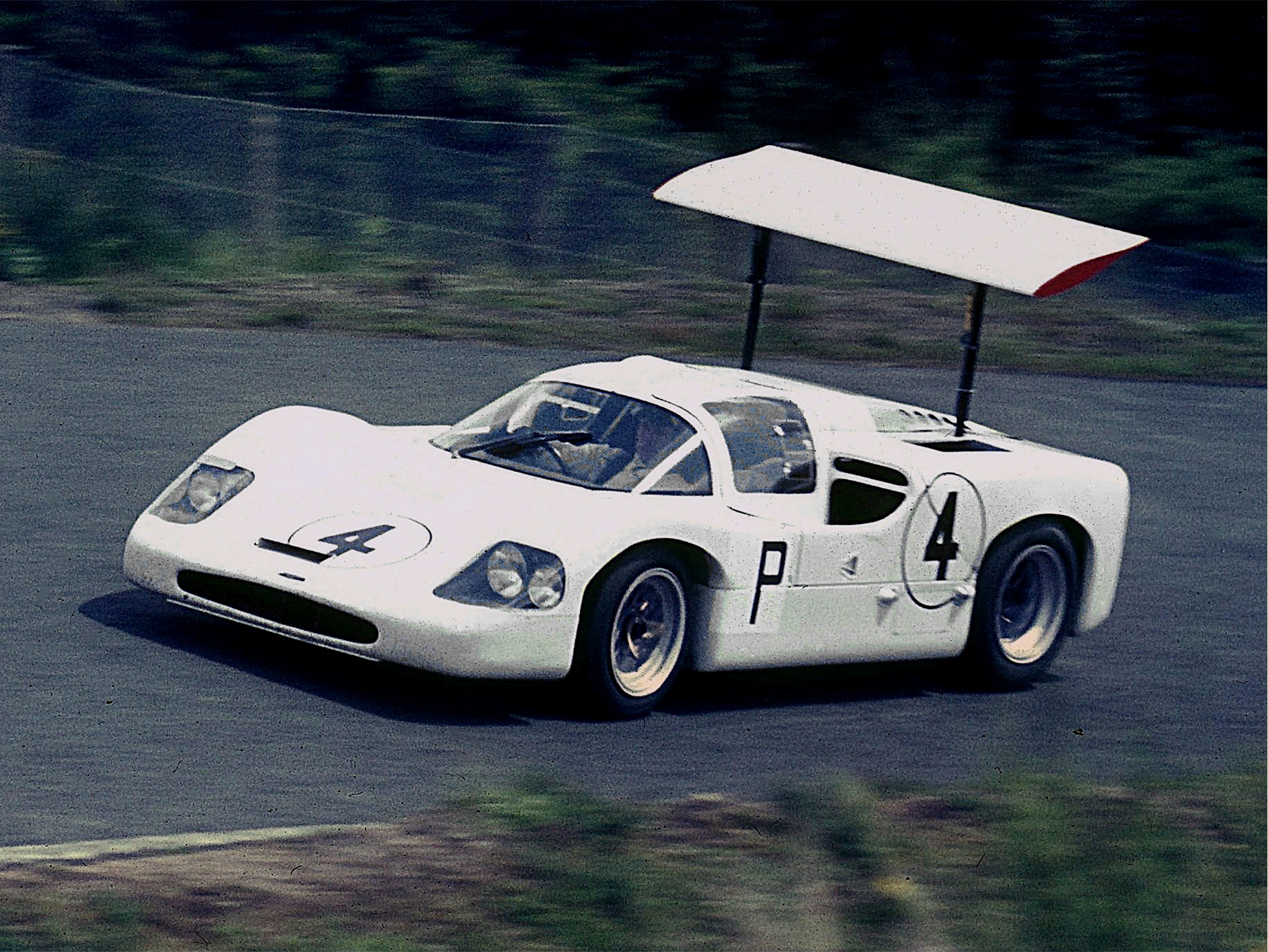
Mike Spence 1967 i Chaparral 2F under övning på Nürburgring.

Chaparral Cars var en amerikansk biltillverkare som tillverkade racingbilar från tidigt 60-tal till tidigt 80-tal. Chaparral grundades av Jim Hall, en oljemagnat från Texas med en imponerande kombination av färdighet inom både bilmekanik och racing. Under 60- och 70-talet skördade Chaparrals karakteristiska racingbilar stora framgångar i både de amerikanska och europeiska racingkretsarna. Trots märkets vinst i Indy 500, 1980 så lämnade Chaparral racing 1982. Bilarna deltog också i SCCA/CASC CanAm series och i den europeiska FIA Group 7. I sitt första framträdande i Europa vann Chaparral sensationellt 1000-km-loppet på Nürburgring 1966 med svensken Joakim Bonnier och amerikanen Phil Hill som förare. I modern racing sägs ofta lite skämtsamt att Chaparrals racingbilar var tvungna att lämna racing eftersom de hade blivit för snabba och effektiva, särskilt 2J-modellen som innebar ett stort utvecklingssteg när det gällde kurvtagningsförmåga. Jim Hall byggde bilen som ett gigantiskt dammsugarmunstycke som drevs av en tvåcylindrig extramotor via två stora fläktar i bilens akter. Fläktarna skapade ett undertryck under bilen som sög fast fordonet mot banan med en kraft som motsvarade mer än 500 kilo. Tekniken gjorde Chaparral 2J oslagbar på en kurvig bana och förbjöds därför snart av det internationella bilsportförbundet.

## Bilmodeller
- Chapparal 1
- Chapparal 2
- Chapparal 2D
- Chapparal 2E
- Chapparal 2F
- Chapparal 2G
- Chapparal 2H
- Chapparal 2J
- Chapparal 2K
- Chapparal Culture